# Stegopterna acra
Stegopterna acra är en tvåvingeart som beskrevs av Currie, Adler och Wood 2004. Stegopterna acra ingår i släktet Stegopterna och familjen knott. Inga underarter finns listade i Catalogue of Life.